# 新村幸三郎
新村 幸三郎（にいむら こうざぶろう、1959年12月17日 - ）は、バラエティ番組を中心に活動するプロデューサー。長野県長野市出身。合同会社ノックス COO。

## 略歴
主にテレビ番組の企画・構成・演出を手掛け、映像、作家、企業を対象としたクリエイティブプランナーの3つの肩書きを持つ。
- 1982年 株式会社オフィス・トゥーワンに契約入社
- 1985年 フリーランスとして活動
- 1988年 テレビ朝日映像株式会社に入社

- 1990年 映像制作会社NOSCO設立
- 1996年 NOSCO USA共同設立
- 2007年 プロジェクト幸 クリエイティブ・プランナー集団を発足
- 2010年 NOSCO ConfidentialCOO
- 2022年　NO-X  COO

## 主なエピソード
- 1986年 テレビ朝日『ニュース・ステーション』で特集企画・夜桜中継を担当。
- 1988年 テレビ朝日『こだわりTV PRE★STAGE』で心霊・超能力・UFOを対決図式で構成。
- 1990年 会社設立後日本テレビ『スーパーテレビ情報最前線』TBSテレビ『金曜テレビの星』テレビ朝日『水曜スーパーキャスト』『水曜特バン』の演出を手掛ける。
- 1993年 日本テレビ『スーパーテレビ情報最前線』「ゴミの山は宝の山」で株式会社生活創庫堀之内九一郎をプロデュース。
- 1996年 テレビ東京『土曜スペシャル』「頑固一徹！こだわり親父の守る味」で「支那そばや」佐野実を演出・プロデュース。
- 1997年 株式会社大船軒富岡孝司と「さざえの浜ご飯」をプロデュース。
- 2003年　マジシャン・セロを演出プロデュース。クロースアップ・マジックに超能力的な演出を付け加え大衆の面前で行なう「ストリート・マジック」をディレクションする等、日本での「ストリート・マジック特別番組」を演出、構成している（HIRO SAKAI、Lu Chen）。
- 2005年 日本テレビ『スーパーテレビ情報最前線』「悩める人々を救う！密着！！噂のカリスマ占い師 - ウェイバックマシン（2006年1月5日アーカイブ分）」で黒門をプロデュース。
- 2010年　学研パブリッシング　月刊「ムー」『スピリチャルレポート』を執筆。
- 2012年　フジテレビ『マジックのタネここまで見せるかSP』を演出・プロデュース。
- 2013年　学研パブリッシング　月刊「ムー」『テレビ業界のオカルト裏話』連載執筆。
- 2013年　フジテレビ『芸能人の本性を暴くーアバケンー』を企画・演出・プロデュース。
- 2014年　フジテレビ『宝探しアドベンチャー　KAIDOKU王』を企画・演出・プロデュース。
- 2015年　クリエイティブ・ユニット「Haprise Factory」を立ち上げる。
- 2017年　スピリチュアルカウンセラー　ヒロコ・アンジェラをプロデュース　倶楽部アンジェラを開設
- 2019年　フジテレビ『未来を予知する女　先詠み司ヒロコ・アンジェラ』を企画・プロデュース
- 2022年　学校法人明星学苑　明星大学　エデュケーションプロデュサー就任

## 代表作

### 日本テレビ
・スーパーテレビ情報最前線
・アンテナ22
・時空のファンタジスタ魔術師Dr.レオン

### TBS
・そこが知りたい
・見ればなっとく
・世界の果ての日本人　ここが私の理想郷

### テレビ朝日
・ニュースステーション
・プレステージ　
　「UFO 心霊　超能力　ESPプロジェクト」
・久米宏のガン戦争
・あなたはしんじられるか！超マジック！奇跡の空間Ⅰ–Ⅲ

### フジテレビ
・アングリー７
・日本の歩き方
・超奇魔術　リューチェン・日本初上陸
・ベストハウス123
・アバケン
・超リアル宝探しTV! KAIDOKU王

### テレビ東京
・人妻温泉
・奇跡のマジシャン・セロⅠ–Ⅳ
・新説⁉️日本ミステリー

## 担当していた番組
日本テレビ
- 「スーパーテレビ情報最前線」

　　ごみ捨て場は宝の山　中古商売の仕掛人
　　新・駅弁物語　列車の旅に出よう
　　証券・生保の男たち　涙の脱サラ奮戦記
　　激突！老舗弁当屋VSコンビニ弁当大戦争
　　潜入！噂の激安地帯　世界のブランド大作戦
　　車椅子の少女と介助犬　奇跡の愛情物語
　　実録！銀座の女達　超一流ホステス物語
　　密着！ニューハーフの真実
　　家の数だけ不満がある　密着120日！マンションリフォーム最前線
- 「アンテナ22時」

　　私が銀座ＮＯ.１の女
　　カラダを張った仕事を選んだ女たち
- 「木スペ」

　　ウンナン＆マチャミの日本一素敵なサイテー大賞
　　時空のファンタジスタ魔術師Dr.レオン
　　ダウンタウンVS魔術師Dr.レオン　シリーズ
　　にっぽん珍スクープ大賞２
テレビ朝日
- 「こだわりTV PRE★STAGプレステージ」レギュラー
- 「音楽ニュースHO」レギュラー

- 「潜入!24時間」

　　ライバルレストラン　これが美食の舞台裏
　　一品料理の隠れ店
- 「水曜特バン」

　　怒!!アッコが一刀両断実録!世界の悪女列伝①
　　怒!!アッコが一刀両断実録!世界の悪女列伝②
- 「スイスペ」

　　タモリのＵＦＯ緊張スペシャル
　　驚異の超能力スペシャル
　　あなたは信じられるか！？超マジック奇跡の空間　1・2・3
　　超進化！天空の魔術師・ＨＩＲＯ
　　志村けんのわが家の犬はナンバーワン！
- 「月曜バラエティー」

　　さまぁ〜ズ&美川憲一　美人マジシャン三姉妹　お前ら魔女かよ！SP
- 「特捜」

　　我ら現代の必殺仕事人
TBS
- 「見ればなっとく!」
- 「金曜テレビの星!」

　　世紀の透視対決
　　決定版　史上最強占いスペシャル
- 「ＮＯＮＴＶ」

　　我ら都会勤めの田舎暮らし！憧れのマイホーム計画密着記
　　大都会の超高級クラブ　お水の青春　女心のウラ・裏
- 「スーパーフライデー」

　　完全独走スクープ！超実録！！世にも奇妙な体験スペシャル
　　完全独走スクープ！大スター喝采の裏側と衝撃の真実！！今夜全部話します
- 「スパモク」

　　知らなきゃそんそんっ！その手があったか！
　　笑劇番付　いよっ！日本いち
フジテレビ
- 「直撃!!ウワサの5人」レギュラー
- 「アングリー・セブン」レギュラー
- 「交通バラエティ 日本の歩きかた」レギュラー
- 「THE BEST HOUSE 1・2・3」レギュラー

- 「火スペ」

　　アジア最強マジシャン　リュー・チェンの挑戦　奇跡の瞬間22連発
　　今夜あなたが奇跡の目撃者 天空の魔術師リューチェン降臨　アジアの新星・衝撃の四次元マジック
テレビ東京
- 「人妻温泉」レギュラー
- 「シンデレラ男」レギュラー
- 「新説！？日本ミステリー」レギュラー

- 「月曜エンタぁ!〜」

　　緊急SOS!熟年夫婦を襲う“事故・病気・離婚”あなたを救う110番
- 「ついにベールを脱ぐ超空間マジック 奇跡のマジシャン・セロ今夜衝撃の登場」
- 「奇跡のマジシャンセロ」2・3
- 「奇跡のマジシャンセロ　超空間マジシャン！セレクション」
- 「魔術界の貴公子セロ参上」
- 「くりぃむしちゅ～上田の人間の限界教えます！！20XX年仰天大予想SP」
- 「おいしい情報の楽園」

　　こっそりあなただけに・・・オンナの隠れ家
- 「倒産・離婚・失踪　奇跡の復活！涙のラーメン物語」
- 「土曜スペシャル」

　　町でウワサ！庶民の味方！すご腕若手料理人の店
　　頑固一徹！こだわり親父の守る味
　　なるほど納得！リピーター殺到・人気宿の秘密を探る
- 「日曜ビッグバラエティ」

　　完全密着！涙と笑いの舞台ウラ！～スターの知られざる素顔～　
BS-i
- 「ロックの要」